# Punta de Rieles - Bella Italia
Bella Italia è un quartiere (in spagnolo, barrio) operaio di Montevideo, in Uruguay, che si trova nel nord della città. Ha una popolazione di circa 20.000 persone. 
Fu creato all'inizio del XX secolo per ospitare immigranti italiani. 
Attualmente è un quartiere rurale e residenziale dell'area periferica della città.